# Piante da radici e da tubero
Le piante da radice e da tubero (RT) sono dotate di organi di stoccaggio sotterraneo (radici, tuberi, rizomi, cormi), che hanno la funzione di accumulare principalmente amido come sostanza di riserva. Comprendono specie appartenenti a famiglie diverse. Alcuni di questi organi contengono anche sostanze tossiche, che richiedono trattamenti speciali per renderli commestibili. 
Le specie di più larga diffusione e per le quali la FAO mette a disposizione dati statistici su produzione e consumi, sono la patata, la manioca, la patata dolce, l'igname e il taro. Tutte queste specie sono perenni, salvo l'igname, ed erbacee, ad eccezione della manioca, arbustiva. 
Esiste, poi, una moltitudine di specie, appartenenti a famiglie diverse, di importanza mondiale, regionale o locale. Per queste, in ragione della minore importanza economica, le informazioni e i dati statistici disponibili sono relativamente scarsi. 

## Principali piante da radice e da tubero
Alcune delle caratteristiche più salienti di queste cinque specie sono riassunte di seguito, a confronto.
| Nomi comuni                              | Nome scientifico                               | Famiglia       | Origine                            |
| Patata                                   | Solanum tuberosum L.                           | Solanaceae     | America centrale e meridionale     |
| Manioca                                  | Manihot esculenta Crantz                       | Euphorbiaceae  | America meridionale                |
| Batata o patata dolce o patata americana | Ipomoea batatas (L.) Lam.                      | Convolvulaceae | America centrale                   |
| Igname                                   | Dioscorea alata L. e Dioscorea cayenensis Lam. | Dioscoreaceae  | Sud-est asiatico e Golfo di Guinea |
| Taro                                     | Colocasia esculenta (L.) Schott                | Aracee         | Asia centro-meridionale            |

Talella 1 - Principali caratteristiche di radici e tuberi coltivati
| Caratteristiche                                       | Patata      | Manioca               | Batata         | Igname                    | Taro          |
| Superfici coltivate nel 2020 (migliaia di ettari)     | 16.495      | 28.243                | 7.400          | 8.831                     | 1.809         |
| Rendimento attuale t/ha (2020)                        | 21,8        | 10,7                  | 12,1           | 8,5                       | 7,1           |
| Produzione mondiale nel 2020 (migliaia di tonnellate) | 359.071     | 302.662               | 89.488         | 74.827                    | 12.839        |
| Pianta annuale o perenne                              | Perenne     | Perenne               | Annuale        | Annuale                   | Perenne       |
| Ciclo colturale (mesi)                                | 3 - 8       | 9 - 24                | 3 - 7          | 8 - 11                    | 6 - 18        |
| Temperatura media ottimale (°C)                       | >24         | 25 - 29               | 15 - 18        | 30                        | 21 - 27       |
| Precipitazioni annue ottimali (mm)                    | 750 - 1.000 | 1.000 -1.500          | 500 - 750      | 1.150                     | 2.500         |
| Resistente alla siccità                               | Sì          | Sì                    | No             | Sì                        | No            |
| Cresce in suolo paludoso, inondato                    | No          | No                    | No             | No                        | Sì            |
| Fabbisogno di fertilità                               | Bassa       | Bassa                 | Alta           | Alta                      | Alta          |
| Fabbisogno di sostanza organica                       | Basso       | Basso                 | Alto           | Alto                      | Alto          |
| Materiale vegetativo                                  | Tuberi      | Talee                 | Talee          | Tuberi                    | Cormi         |
| Tempo di conservazione nel suolo                      | Lungo       | Lungo                 | Corto          | Lungo                     | Moderato      |
| Durata dopo la raccolta                               | Corta       | Corta                 | Lunga          | Lunga                     | Lunga         |
| Parti eduli                                           | Tubero      | Radice, foglie        | Tuberi, foglie | Tuberi, bulbilli          | Cormo, foglie |
| Parti tossiche                                        | Parti verdi | Radici, bucce, foglie | Nessuna        | Rizomi di alcune cultivar | Cormo         |
| Sostanza secca (% in 100 gr di prodotto fresco)       | 21,0        | 31,5                  | 27,0           | 30,5                      | 29,5          |
| Calorie (per 100 gr di prodotto fresco)               | 79          | 120                   | 105            | 118                       | 107           |
| Proteine (% in 100 gr di prodotto fresco)             | 2,1         | 3,1                   | 1,6            | 1,5                       | 1,5           |

### Caratteristiche e utilizzazione
Alcune RT - manioca, patata dolce, igname e taro - svolgono un ruolo essenziale nella sicurezza alimentare delle popolazioni delle aree tropicali e subtropicali, in un contesto di crescita demografica e rapida urbanizzazione, mentre la patata è tipicamente coltivata soprattutto nelle zone temperate. A livello globale, il consumo di RT è di circa 70 kg/capite/anno contro i 147 kg dei cereali. Di alcune specie (manioca, batata e taro), si utilizzano anche le foglie, ricche di proteine (tra il quattro e il cinque per cento). Gli impieghi nell’industria comprendono i seguenti: alimentare (aceto, acido lattico, alcol, glucosio, lievito), mangimistica, tessile, cartaria e cosmetica. Crescente anche l’impiego per la produzione di bioetanolo.

### Requisiti per la coltivazione
Queste specie, coltivate nella fascia intertropicale dell’Africa occidentale, nel Sud-est asiatico, nel Pacifico e nell’America tropicale, orientativamente tra le latitudini 30 - 40° Nord e 30 - 40° Sud, temono il gelo, hanno bisogno di temperature medie non inferiori a 18 - 20 °C e precipitazioni annue ben distribuite da 750 mm per la patata a 1.500 – 2.000 mm per il taro e soffrono per siccità prolungate, con diversi gradi di capacità di recupero. Preferiscono, in genere, terreni sciolti, permeabili e profondi, ricchi di sostanza organica e di potassio, ma temono gli eccessi idrici (non il taro, che si può coltivare sommerso), mentre manioca e taro tollerano terreni marginali, pesanti e salini.
| Nome    | Fabbisogni climatici ed edafici |
| Patata  | Coltivata in tutto il mondo dalle zone temperate a quelle subtropicali, in condizioni climatiche molto differenti, riveste particolare importanza nei climi temperati. I due terzi circa della produzione mondiale si producono nei paesi in via di sviluppo. Le sue condizioni ottimali di coltura sono comprese tra 12 e 20 °C di temperatura e precipitazioni da 500 a 750 mm, distribuite uniformemente durante il ciclo colturale. I terreni ideali sono tendenzialmente sciolti, leggermente acidi, permeabili e profondi, possibilmente ricchi in azoto e potassio.                                                                       |
| Manioca | Dotata di grande plasticità rispetto alle condizioni ambientali, si adatta molto meglio della maggior parte delle altre colture a suoli degradati e a periodi di siccità. La resa ottimale si consegue con 1.200 - 1.500 mm di pioggia, distribuite in una o due stagioni, a una temperatura media di 23 - 24 °C. Si adatta praticamente a tutti i tipi di terreno, eccettuati quelli con eccessi idrici. Una tessitura del terreno leggera facilita lo sviluppo e, poi, lo sradicamento alla raccolta. La sua tolleranza alle condizioni meteorologiche irregolari la rende importante nelle strategie di adattamento ai cambiamenti climatici. |
| Batata  | La sua attuale distribuzione corrisponde a tutte le zone tropicali e subtropicali e alla zona mediterranea. Pianta molto plastica dal punto di vista ecologico, necessita di una temperatura di almeno 24 °C e una piovosità annuale di 750 - 1.000 mm. Preferisce i terreni, profondi, leggeri, ben drenati e ragionevolmente ricchi di sostanza organica. Se presente in concentrazioni troppo elevate, l'azoto può provocare un'abbondante crescita parte aerea, a scapito dello sviluppo delle radici. |
| Igname  | È coltivato in tutta la zona intertropicale umida, escluse le zone di alta quota, non resiste al gelo e soffre già al di sotto dei 20 °C. La massima resa si consegue con una piovosità annua di almeno 1.500 mm, distribuita uniformemente e temperature medie intorno ai 30 °C. Richiede terreni leggeri e ben drenati ed è esigente in nutrienti e sostanza organica. |
| Taro    | Per una resa ottimale, sono necessari 1.500 – 2.000 mm di pioggia distribuita uniformemente durante il periodo vegetativo e una temperatura media giornaliera superiore a 21 °C. È coltivato su un'ampia gamma di tipi di suolo, ma i migliori risultati si ottengono su argille profonde, ben drenate, con falda freatica elevata e ricche di calcio e di sostanza organica. Tollera terreni pesanti nei quali possono verificarsi allagamenti e ristagni idrici. Alcune cultivar tollerano la salinità |

### Sistemi di coltura
L'intensificazione delle tecniche colturali, con impiego degli input esterni e della motorizzazione, rimane limitata in molte regioni in via di sviluppo e riservata alle colture da reddito, che permettono di ripagarne il costo. La coltivazione è in gran parte manuale; indicativamente, per la conduzione di un ettaro di RT è necessario un centinaio di giornate di lavoro, che per l’igname possono raddoppiare o triplicare a causa della laboriosa preparazione del suolo e per la messa in opera del tutoraggio. Laddove la superficie agricola è disponibile in quantità sufficiente, la ricostituzione della fertilità naturale è affidata al maggese, talvolta coltivato o pascolato. La durata media del maggese va da quattro a sei anni e oltre, variando in funzione delle condizioni edafiche e climatiche e delle colture praticate. Nello schema tradizionale classico, le piante da tubero o da radice, sfruttanti ma miglioratrici della struttura del terreno, aprono la rotazione su terreno vergine o a riposo, lasciando poi il terreno favorevolmente smosso per la coltura che segue. Questa sarà un cereale (mais, sorgo, riso pluviale), o una leguminosa (arachide, fagiolo, niébé). Nella rotazione, non si susseguono più colture di radici o tuberi, in ragione del loro simile fabbisogno nutritivo e per prevenire o limitare l'insorgere di problemi fitosanitari. Talvolta, però, si affida alla manioca la chiusura della rotazione, nell’intento di sfruttare la fertilità residua del terreno. Con l’aumento della pressione demografica e la conseguente contrazione delle superfici, in molte aree, la durata di questo intervallo si va riducendo e, con essa, la fertilità dei terreni. Il grosso delle colture da radice o da tubero è coltivato in seccagno, come coltura di base o di sussistenza in orti famigliari, in consociazionecon altre colture (cereali, leguminose piante da orto, ecc.), generalmente con metodi arcaici. Per alcune colture (ad esempio, patata, manioca e patata dolce), è però possibile la meccanizzazione dalla semina alla raccolta, con adeguato impiego di pacchetti tecnologici elevati.
| Nome    | Sistemi di coltura |
| Patata  | La patata si adatta a climi molto diversi ed è considerata una tipica coltura da rinnovo che apre la rotazione e può essere inserita in rotazioni con colture cerealicole (mais, riso) e leguminose da prato. Essa costituisce per i cereali un’ottima pianta miglioratrice, per il suo potere rinettante, la concimazione che riceve e i residui colturali. Si coltiva in coltura pura o in consociazione.                                                            |
| Manioca | Coltivata prevalentemente su terreni molto acidi e sterili (spesso inclini all'erosione), dove altre colture non crescerebbero bene. Coltivata in coltura pura, o associata a cereali, leguminose, piante da orto, ecc.), può aprire o chiudere la rotazione colturale, ma spesso è l'ultima coltura nella rotazione perché produrrà comunque una resa ragionevole su terreni poveri di sostanze nutritive.                                                            |
| Batata  | Si adatta a quasi tutti i tipi di rotazioni e sequenze di colture con cereali o leguminose e può precedere o seguire il maggese. Come prima coltura, lascia il terreno facile da preparare per il raccolto successivo e protegge il suolo dall’erosione. Molto spesso coltivata in consociazione con fagioli, soia, pisello, mais, canna da zucchero e tra filari di manioca o alberi o arbusti agroforestali, preferibilmente di specie leguminose a rapida crescita. |
| Igname  | Si coltiva tradizionalmente in terreni disboscati, in apertura di rotazioni di cinque - sei anni, che comprendono soprattutto cereali e leguminose o seguono un maggese. Nelle zone risicole, si può alternare con il riso fino a quattro anni. |
| Taro    | È coltivato principalmente come coltura di base; il grosso della produzione si ottiene in seccagno, ma è comune anche la coltivazione nelle zone umide o allagate, in quanto è una delle poche colture che può essere coltivata in condizioni di allagamento. Entra in rotazione con varie colture, tra cui la canna da zucchero e, in irriguo, con il riso. |

### Tecniche e pratiche colturali
La scelta delle cultivar dipende dal sistema colturale (coltura pura o consociata), dalla resistenza alle virosi ed alle avversità, dalle abitudini alimentari della famiglia coltivatrice e dal mercato. La selezione delle cultivar per la coltivazione è inoltre diversa a seconda che si tratti di produzioni destinate all'alimentazione umana (gusto, precocità, contenuto vitaminico, polpa soda o tenera) o all'alimentazione animale. La moltiplicazione è vegetativa, le talee di manioca e di batata sono prelevate da vecchi appezzamenti in produzione. Le altre specie si moltiplicano attraverso i tuberi, rizomi o cormi (o preferibilmente porzioni di essi). Come tutto il materiale di propagazione vegetativa, possono trasmettere agenti patogeni e parassiti ed è dunque consigliabile assicurare la rigorosa selezione delle piante e, possibilmente, un trattamento fungicida-insetticida. L'impianto avviene generalmente all'inizio della stagione delle piogge, periodo che garantisce il miglior avvio e la crescita più rapida della coltura. La densità di impianto e la spaziatura variano soprattutto a seconda della cultivar, del sistema di coltura, della piovosità, della fertilità del suolo e della destinazione d'uso. Alcune specie (né la patata e né igname) non hanno dormienza e si possono piantare durante tutto l’anno, se le condizioni climatiche lo permettono.
| Nome    | Tecniche e pratiche colturali |
| Patata  | La piantagione si effettua in modo da avere 50.000 – 60.000 piante per ettaro. A seconda del tipo di coltura (primaticcia, ordinaria o tardiva), nei paesi a clima temperato si semina da novembre a luglio. È comunque indispensabile che la temperatura del suolo non scenda sotto i 10°. Durante il ciclo di tre a cinque mesi è necessario effettuare regolarmente rincalzature e sarchiature. |
| Manioca | La preparazione del terreno è generalmente eseguita dopo aver pulito l'appezzamento con il taglio e l'interramento o la combustione di erbe infestanti o dei residui della coltura precedente o dell’incolto, con la zappa, talvolta con l’uso di aratri a traino animale. La domanda di nutrienti riguarda principalmente azoto e potassio, da somministrare eventualmente all'inizio del ciclo colturale. In coltura pura, le densità variano tra 10.000 e 20.000 piante per ettaro. La copertura del terreno è lenta e sono necessarie da una a tre scerbature. La manioca rimuove notevoli quantità di nutrienti dal terreno, il potassio è spesso il fattore limitante. |
| Batata  | Le densità variano da 30.000 a 60.000 talee, ricavate da piantagioni esistenti o prodotte in vivaio. Le eventuali concimazioni si effettuano al trapianto e in occasione delle due-tre sarchiature durante il primo e il secondo mese di coltivazione. Il diserbo (meccanico o chimico) deve essere effettuato finché la chioma delle piante in crescita non copre il terreno. |
| Igname  | L’igname si propaga mediante l'uso di piccoli rizomi, frammenti di rizoma pre-germogliati o bulbilli. La quantità di semente per 10.000 - 15.000 piante per ettaro è di almeno 2,5 tonnellate di seme. Per ottenere rese ottimali, le colture devono essere mantenute libere da erbe infestanti, almeno nei primi tre mesi del ciclo. Il tutoraggio, essenziale per massimizzare l’esposizione delle foglie alla luce solare, deve essere effettuato entro due settimane dal germogliamento, si stima che, se non praticato, le rese possano ridursi fino al 50%. |
| Taro    | La semina può essere effettuata durante tutto l'anno. Il periodo di maturazione varia a seconda della cultivar e va dai 6 ai 18 mesi dopo la piantumazione, che avviene all'inizio della stagione delle piogge. I piccoli cormi o pezzi di cormo di 30 - 50 g di peso si seminano per ottenere 12.000 piante per ettaro. Il peso della semente necessaria per un ettaro varia da 1,5 a 3 tonnellate. Il controllo delle infestanti, manuale o con diserbanti, è necessario durante i primi tre mesi. |

### Avversità
I trattamenti antiparassitari, sebbene efficaci, sono generalmente troppo costosi. L'impiego di cultivar resistenti o tolleranti, l'utilizzo di materiale vegetativo sano, il rispetto delle buone pratiche colturali, tra cui importante è la rotazione delle colture, consentono di prevenire la maggior parte delle malattie e dei nematodi.
| Nome    | Avversità |
| Patata  | La dorifora, la tignola, gli elateridi e il nematode dorato della patata. sono i principali parassiti. Tra le malattie crittogamiche, le più dannose sono la peronospora, la rizottoniosi e l’alternariosi. Anche le malattie da virus possono provocare gravi danni. |
| Manioca | Le malattie virali di maggiore impatto economico sono il Mosaico della manioca e il Virus della treak Brown della Cassava, trasmesse sia per talea che dalla mosca bianca del tabacco. La malattia batterica più dannosa è la batteriosi vascolare.                   |
| Batata  | I tonchi e la piralide dello stelo sono gli insetti più dannosi. Le radici sono talvolta attaccate dai nematodi. Tra i funghi, il marciume nero e il fusarium sono abbastanza diffusi. Comuni anche le malattie virali.                                               |
| Igname  | L'antracnosi è il problema sanitario principale, ma anche gli attacchi dello scarabeo dell'igname, dei nematodi e dei virus possono risultare devastanti. |
| Taro    | In molti paesi, i parassiti non sembrano rappresentare un problema serio. La Leaf blight (dovuta a Phytophthora colocasiae) è la malattia più comune e dannosa. Anche le virosi possono causare gravi danni.                                                          |

### Rese e perdite post-raccolta
In condizioni normali, in seccagno, le rese vanno mediamente da 5 a 20 t/ha, che possono raddoppiare o addirittura triplicare in irriguo e/o in coltivazioni molto intensive. Le perdite post-raccolta comprendono le perdite di quantità e qualità del prodotto derivanti da danni fisici, attacchi di roditori, malattie fungine e batteriche e processi fisiologici come germinazione, disidratazione e respirazione. L'elevato contenuto di umidità determina una elevata deperibilità, ma buona ventilazione e bassa temperatura consentono di conservare tuberi e radici sani e puliti anche per lunghi periodi, contenendo le perdite intorno al 20 - 40%, a seconda delle specie. In queste condizioni, la patata e l’igname si possono conservare da tre a sei mesi e la batata per quattro–cinque mesi. I tuberi di manioca si conservano meglio nel proprio terreno che fuori; se trasformata in prodotti secchi, la manioca può essere immagazzinata e conservata con relativa facilità. 
| Nome    | Rese |
| Patata  | Nei 100 - 150 giorni del suo ciclo può produrre dalle dieci alle venti tonnellate per ettaro che in irriguo e con impiego massiccio di fattori produttivi e tecnologie appropriate, possono agevolmente raddoppiare.            |
| Manioca | Le rese ottimali si ottengono da coltivazioni di 12 a 20 mesi e variano da 5 a 15 t/ha, in condizioni normali, che possono triplicare con buone condizioni di fertilità.                                                        |
| Batata  | Il prodotto viene raccolto tre - otto mesi dopo la semina, ma la raccolta può essere ripartita su più mesi. Le rese medie sono comprese tra 5 e 13 t/ha. In coltivazioni molto intensive, si possono conseguire fino a 40 t/ha. |
| Igname  | Le piante maturano nove - dieci mesi dopo la semina, ma i rizomi possono essere raccolti scalarmente durante la stagione, con rese da 10 a 25 tonnellate per ettaro.                                                            |
| Taro    | La raccolta inizia da 5 a 12 mesi dopo la semina. Si osservano spesso rese dell'ordine di 20 tonnellate per ettaro, che possono triplicare in coltivazione intensiva.                                                           |

Una valutazione sistematica delle perdite fisiche in tutto il mondo da parte della FAO suggerisce che le perdite di radici e tuberi, il cui contenuto in acqua è dell'ordine del 60 - 80%, sono comprese tra il 30% e il 60%. Nel caso della manioca, in Africa le perdite nel 2002 sono state stimate intorno al 29%; nel 2014, le stime indicano perdite fisiche di manioca del 12% in Ghana, del 7% nel sud-ovest della Nigeria, del 3% in Vietnam e del 2% in Thailandia. Per la patata dolce in Tanzania, la perdita di valore per movimentazione e trasporto è stimata intorno al 13%.

### Servizi di appoggio alla produzione
Sono attivi nei vari continenti numerosi istituti orientati alla ricerca e/o allo sviluppo delle radici e tuberi, collegati al Consultative Group for International Agricultural Research – CGIAR, un gruppo di ricerca globale con sede a Montpellier (Francia), che gestisce 15 centri di ricerca in collaborazione con centinaia di partner, quali istituti di ricerca nazionali e regionali, organizzazioni sociali civili, università, organizzazioni per lo sviluppo e industrie private. Di seguito se ne citano alcuni tra i più importanti.
- In Africa, il Centre national agronomique a Bouaké, (Costa d’Avorio); il National Root Crops Research Institute – NRCRI a Umudike e l’International Institute of Tropical Agriculture - IITA a Ibadan, Nigeria.

- In America, la Tropical Agricultural Research Station a Mayagüez, (Porto Rico); l’Instituto Interamericano de Cooperación para la Agricultura - IICA, (Costa Rica); il Caribbean Agricultural Research and Development Institute - CARDI ai Caraibi; il Centro Internacional de Agricultura Tropical - CIAT, in Colombia con una filiale a Bangkok, (Thailandia); il Centro Internacional de la Papa - CIP, a Lima, (Perù) e la Empresa Brasileira de Pesquisa Agropecuária – Embrapa a Brasilia, (Brasile).

- In Asia, il Philippine Root Crop Research and Training Center a Beybey, (Filippine), la stazione di ricerca Koronivia, (Figi), il Bubia Agricultural Research Center in (Papua Nuova Guinea); Il Central Tuber Crops Research Institute - ICAR-CTCRI a Kerala, (India); il Central Tubercrops Research Institute a Trivandrum, (India) e lo Sweet Potato Research Institute - SPRI dell'Accademia cinese delle scienze agrarie – CAAS a Pechino, (Cina).

- In Europa, il Centre de coopération internationale en recherche agronomique pour le développement – CIRAD a Parigi; l'Institut de recherche pour le développement – IRD a Montpellier; l’Institut national de la recherche agronomique – INRA a Marsiglia, (Francia), che ha anche un Centro nelle Antille, (Guadalupa); l'Università Cattolica di Lovanio, (Belgio) e il Natural Resources Institute – NRI, dell’Università di Greenwich, (Gran Bretagna).

### Produzione
Nel 2020, le colture amidacee rappresentano una quota rilevante delle colture erbacee. Di queste, i cereali (mais, grano e riso, in ordine di importanza) coprono 736 milioni di ettari (54%), mentre tuberi e radici interessano 64 milioni di ettari (5%). Tra le radici e tuberi, il primo posto spetta alla manioca con 28,2 milioni di ettari, seguita dalla patata con 16,5 milioni di ettari, dall’igname con 8,8 milioni di ettari, dalla patata dolce con 7,4 milioni di ettari e, infine, dal taro con 1,8 milioni di ettari. Quasi due terzi dei RT sono coltivati in Africa, e un quarto in Asia. La produzione del complesso delle cinque colture è di 838,9 milioni di tonnellate, quasi tutte di patata e manioca, coltivate per la maggior parte in Asia e Africa (Tabella 2). L’Asia si distingue, nel suo complesso, anche per gli elevati rendimenti, superiori alle medie mondiali per quasi tutte le colture (Tabella 3). Nell’ultimo quarto di secolo, si è registrato un aumento dei rendimenti e delle produzioni di patata e di manioca.
 Tabella 2 - Produzioni di radici e tuberi nel 2020 (migliaia di tonnellate)
| Regioni  | Patata  | Manioca | Batata | Igname | Taro   | Totale  |
| Africa   | 26.229  | 193.625 | 28.798 | 73.166 | 9.972  | 331.790 |
| Americhe | 44.922  | 26.921  | 3.808  | 1.050  | 65     | 76.767  |
| Asia     | 178.600 | 81.865  | 55.980 | 188    | 2.391  | 319.024 |
| Europa   | 107.686 | -       | -      | -      | -      | 107.686 |
| Oceania  | 1.634   | 251     | 902    | 423    | 411    | 3.621   |
| Mondo    | 359.071 | 302.662 | 89.488 | 74.827 | 12.839 | 838.888 |
| %        | 43      | 36      | 11     | 9      | 2      | 100     |

 Tabella 3 - Rese medie di radici e tuberi nel 2020 (tonn./ha)
| Regioni  | Patata | Manioca | Batata | Igname | Taro |
| Africa   | 15,1   | 8,6     | 6,8    | 8,4    | 6,2  |
| Americhe | 29,0   | 13,3    | 15,1   | 10,3   | 10,0 |
| Asia     | 20,8   | 21,9    | 20,1   | 19,0   | 16,3 |
| Europa   | 23,6   | -       | -      | -      | -    |
| Oceania  | 42,4   | 11,7    | 6,1    | 14,6   | 8,7  |
| Mondo    | 21,8   | 10,7    | 12,1   | 8,5    | 7,1  |

### Sicurezza alimentare
Le RT, colture a basso impiego di manodopera, a basso costo e a basso rischio, con tempi di semina e raccolta flessibili e alto potenziale produttivo, possono svolgere un ruolo importante nel mantenimento della sicurezza alimentare e nutrizionale e sostenere la crescita economica e sociale di un gran numero di paesi. Di seguito alcune considerazioni in proposito: 
- la patata ha sostenuto per secoli lo sviluppo di civiltà in Sud America e in Europa e conserva un grande potenziale di sviluppo in regioni come, ad esempio, l’Asia;
- di fronte ai cambiamenti climatici, i TR sono considerati, dalla maggior parte degli studi prospettici, più resilienti delle piante da granella (cereali, legumi) e si prevede una espansione considerevole delle loro aree di produzione, in particolare nei paesi in via di sviluppo;
- la partecipazione di radici e tuberi alle catene del valore orientate all'approvvigionamento delle città e dell'industria è in rapida crescita e il loro ruolo nella sicurezza alimentare e nell'economia sarà sicuramente esaltato. Questo è particolarmente vero in Africa, dove il previsto raddoppio della popolazione nei prossimi decenni, la rapida urbanizzazione e il cambiamento dei modelli dietetici stanno creando un crescente bisogno di alimenti trasformati facili da preparare e consumare[17];
- i TR tropicali (escludendo la patata la cui produzione avviene per i due terzi in zone temperate) sono stati oggetto di investimenti molto inferiori per il loro miglioramento rispetto ai cereali, o anche alle patate. Le rese medie sono relativamente basse (10 t/ha) rispetto al loro potenziale, che può superare le 100 t/ha. Laddove le rese dei cereali sarebbero in larga parte prossime al loro limite nelle agricolture più intensive, i margini di progresso per le RT restano, viceversa, significativi[18];
- secondo la FAO, le rese della manioca, la principale delle RT tropicali, possono aumentare fino al 400 per cento, adottando un modello di agricoltura sostenibile rispettosa dell'ambiente, che incoraggi le colture miste e la loro rotazione limitando la monocoltura[19], la lavorazione minima o nulla del terreno, l’impiego di materiali immuni da malattie e la lotta antiparassitaria integrata[17];
- esistono rilevanti capacità di ricerca e sviluppo, diffuse capillarmente nel pianeta, che possono incoraggiare e sostenere la produzione su larga scala, determinando decisivi incrementi di produzione, attraverso l’introduzione di cultivar più resistenti alle avversità e più performanti; la disponibilità di materiale vegetativo di qualità, sano ed accessibile (ad esempio grazie alla micropropagazione); la messa a punto e la diffusione di pratiche e tecniche che ne incrementino la produttività, la riduzione delle perdite post-raccolta e dei costi di produzione, e il rallentamento della deforestazione e del declino della fertilità dei suoli.

## Altre piante da radice e da tubero
Le piante di queste specie sono coltivate in sistemi di produzione anche molto diversi e in ambienti agroecologici che vanno dalle zone d'alta quota a quelle di pianura più aride, spesso soggette a siccità o inondazioni. Sono spesso connotate da cicli vegetativi brevi e da caratteristiche fisiologiche che consentono loro di produrre anche in finestre temporali ristrette dalle basse temperature o dalla siccità e di adattarsi alla erraticità delle precipitazioni. Qualità queste, la frugalità e la rusticità, di particolare rilievo a fronte di cambiamenti climatici, i cui effetti sono tanto più gravi nelle aree meno favorite del pianeta, nelle quali queste specie costituiscono una risorsa di fondamentale importanza per la sicurezza alimentare. Le principali caratteristiche delle specie di una ventina di famiglie diverse sono proposte nella tavola che segue. La descrizione non è esaustiva, ma è suscettibile di rappresentare la base per ulteriori approfondimenti.
| Nome botanico                                                  | Nome comune                     | Origine                                    | Principali caratteristiche |
| Sagittaria sagittifolia L.                                     | sagittaria comune               | Cina                                       | Pianta erbacea acquatica perenne delle Alismataceae. Parti eduli: cormi. Composizione di 100 gr di prodotto fresco: acqua: 70,6%, proteina: 5,0%, calorie: 107. Diffusa in aree da tropicale a temperato-caldo in ambienti lacustri, in Cina, Giappone, India, Malaysia e Filippine. Ciclo da sei a sette mesi, propagata per frammenti di cormo. |
| Alocasia macrorrhizos (L.) G.Don                               | alocasia                        | Sri Lanka                                  | Pianta erbacea annuale delle Araceae. Parti eduli: tuberi. Utilizzata in medicina. Composizione di 100 gr di prodotto fresco: acqua: 63 - 81%, proteina: 0,6 – 3,3%, calorie: 70 - 143. Diffusa in Asia sud orientale, Malaysia, Indonesia, Polinesia e America tropicale. Condizioni ottimali di coltura: precipitazioni annuali oltre 1.700 mm, temperature medie superiori a 10 °C, suoli anche mediamente compatti, ma permeabili. Resistente ai parassiti. Ciclo da 12 a 18 mesi, propagata per germogli, rese medie da 7 a 11 t/ha. |
| Amorphophallus spp. (Amorphophallus aphyllus, A. campanulatus) | konyaku                         | Asia tropicale e Africa                    | Pianta erbacea perenne delle Aracee. Parti eduli: rizoma, foglie e germogli. Composizione di 100 gr di prodotto fresco: acqua: 71,2 - 74,4%, proteina: 2,5%, calorie: 84 – 108. Le varie specie sono diffuse a basse altitudini in Filippine, Malaysia, Indonesia, Sri Lanka e Asia del sud-est. Condizioni ottimali di coltura: precipitazioni annuali da 1.000 mm a 1.500 mm, temperature medie da 23 a 35 °C e suoli limosi, profondi. Ciclo da 8 a 12 mesi, propagata per piccoli cormi o germogli, rese medie da 12 a 22 t/ha. |
| Cyrtosperma merkusii (Hassk.) Schott                           | taro gigante delle paludi       | Indonesia                                  | Pianta erbacea perenne delle Araceae. Parti eduli: foglie e infiorescenze. Composizione di 100 gr di prodotto fresco: acqua: 60 - 70%, proteina: 0,5 – 1,4%, calorie: 143. Coltivata nelle paludi costiere nelle Filippine, in Papua Nuova Guinea e Isole del Pacifico. Tollera un'ampia gamma di tipi di suolo e può essere coltivata in aree con piovosità moderata, se il terreno è profondo e paludoso, ricco di humus, coperto da 0,2 - 0,7 m di acqua a scorrimento lento (o di irrigazione) ed è almeno parzialmente ombreggiato e riparato dal vento. Ciclo da 18 a 24 mesi, propagata per germogli, rese medie da sette a dieci t/ha.      |
| Xanthosoma sagittifolium (L.) Schott                           | malanga                         | America Latina                             | Pianta erbacea perenne delle Araceae. Parti eduli: cormi. Cormi e foglie tossici. Composizione di 100 gr di prodotto fresco: acqua: 64,4%, proteina: 2,2%, calorie: 137. Coltivata in tutte le regioni tropicali, soprattutto Africa Occidentale. Condizioni ottimali di coltura: piovosità annua da 1.500 a 2.000 mm ben distribuita, temperatura media superiore a 20 °C e terreni ben drenati, con pH tra 5, 5 e 6,5. Ciclo da nove a dodici mesi. Semina di piccoli cormi. Produzione mondiale: 398.000 tonnellate, resa 12,4 t/ha. |
| Helianthus tuberosus L.                                        | topinambur                      | Nord America                               | Pianta erbacea perenne delle Asteraceae. Parti eduli: tubero. Germogli e foglie tossici. Composizione di 100 gr di prodotto fresco: acqua: 79.5%, proteina: 1,6%, calorie: 52. Originario di climi temperati, è coltivato anche ai tropici. Cresce in vegetazioni pioniere e ruderali, soprattutto lungo il corso medio ed inferiore dei fiumi, su suoli da sabbiosi a limoso-argillosi, freschi e sciolti, ricchi in composti azotati. Condizioni ottimali di coltura: temperature tra 18 e 26 °C e precipitazioni annue di 1.250 mm distribuite uniformemente. Ciclo da quattro a sei mesi, semina di frammenti di tubero, rese tra 12 e 30 t/ha. |
| Arctium lappa L.                                               | bardana maggiore                | Eurasia                                    | Pianta erbacea biennale delle Asteraceae. Parti eduli: radici, foglie, semi. Utilizzata in medicina. Composizione di 100 gr di prodotto fresco: acqua: 76,5%, proteina: 2,5%, calorie: 89. Diffusa nei prati incolti delle zone temperate, fino a 1.100 m di quota, in suoli freschi, umidi ricchi di humus e azoto, con pH neutro. Si propaga per seme e si raccoglie dopo tre - quattro mesi. |
| Smallanthus sonchifolius (Poepp.) H.Rob.                       | yacón                           | Ande                                       | Pianta erbacea delle Asteraceae. Parti eduli: radici. Composizione di 100 gr di prodotto fresco: acqua: 69,5 – 82,7%, proteina: 0,44 - 2,22%, calorie: 15. Coltivata nella zona andina, tra 2.000 e 3.300 m di altitudine con temperature tra 18 e 25 °C, ama l’acqua e i suoli ricchi in sostanza organica. Ciclo da sei a sette mesi, propagata per rizomi o semi, rese intorno a 38 t/ha. |
| Ullucus tuberosus Caldas                                       | ulluco                          | America centrale e meridionale             | Pianta erbacea perenne delle Basellaceae. Parti eduli: tubero. Composizione di 100 gr di prodotto fresco: proteina: 2,6%, calorie: 74,4. Coltivato come annuale nelle zone tropicali ed equatoriali fresche delle zone di origine, ben irrorate, tollera la siccità. Cresce in suoli freschi, da sciolti a limosi, anche poveri, con pH preferibilmente neutro. Ciclo di almeno otto o nove mesi, propagazione per tubero, in primavera. Vulnerabile ai virus. |
| Lepidium meyenii Walp.                                         | maca                            | Cordigliera delle Ande                     | Pianta erbacea annuale delle Brassicacee. Parti eduli: radice. Utilizzata in medicina. Composizione di 100 gr di prodotto fresco: acqua: 80%, proteina: 2%, calorie: 178. Resistente, coltivata a quote tra 4.200 e 4.500 m., con temperature massime tra 16 e 18 °C e minime -5 °C. Esigente in nutrienti, tollera anche suoli molto poveri. Si riproduce per seme, ha un ciclo di almeno otto o nove mesi. |
| Canna indica L.                                                | canna d'India                   | America meridionale                        | Pianta erbacea perenne delle Cannaceae. Parti eduli: rizoma, cime. Composizione di 100 gr di prodotto fresco: acqua: 67 - 72%, proteina: 1 - 1.7%. Anche ornamentale. Coltivata in tutti i continenti. Condizioni ottimali di coltura: precipitazioni annuali da 500 mm a 1.200 mm, temperature medie da 14 a 27 °C, resistente al freddo, gradisce suoli leggeri con pH tra 5,5 e 6,5. Semina: frammenti di rizomi, ciclo da otto a dieci mesi, rese medie da 25 a 50 t/ha. |
| Cyperus esculentus L.                                          | cipero o zigolo dolce           | Bacino del Mediterraneo e Asia occidentale | Pianta erbacea perenne delle Cyperaceae. Parti eduli: tubero. Composizione di 100 gr di prodotto fresco: acqua: 36,5%, proteina: 3,5%, calorie: 302. Coltivata in molti paesi tropicali e subtropicali. Condizioni ottimali di coltura: precipitazioni ben distribuite, temperature medie moderatamente elevate e suoli ben drenati con pH tra 5,5 e 6,5. Ciclo da tre a quattro mesi, propagata per tubero, rese medie fino a 14 t/ha. |
| Eleocharis dulcis (Burm.f.) Trin. ex Hensch.                   | castagna d'acqua cinese         | India, Sud-est asiatico, Polynesia         | Pianta erbacea annuale delle Cyperaceae. Parti eduli: cormi. Utilizzata in medicina. Composizione di 100 gr di prodotto fresco: acqua: 73,34%, proteina: 0,86%, calorie: 96. Coltivata in Cina, Giappone, Filippine, Isole del Pacifico, India e sud degli Stati Uniti, fino a 1.200 m di quota. Condizioni ottimali di coltura: temperature miti e fertili suoli argillosi o limosi con pH tra 6,9 e 7,3. Ciclo di sette a otto mesi, propagata per cormi, rese da 20 a 40 t/ha. |
| Flemingia vestita Benth. ex Baker f.                           | sohphlang                       | India, Cina                                | Pianta erbacea perenne delle Fabaceae. Parti eduli: radice. Utilizzata in medicina. Coltivato in Cina, Nepal, India, Laos, Vietnam, Filippine. Ciclo di sette mesi, rese fino a 19 t/ha. Fissatrice di azoto. |
| Pachyrhizus ahipa (Wedd.) Parodi                               | patata fagiolo delle Ande       | Ande                                       | Pianta erbacea perenne delle Fabaceae, a rischio di estinzione. Parti eduli: radice, frutti, semi. Foglie e semi tossici. Coltivato nella regione andina. Condizioni ottimali di coltura: precipitazioni tra 800 e 1.200 mm, temperature medie tra 12 e 22 °C e suoli ben drenati e con pH da 6 a 8. Ciclo tra sette e nove mesi, semina da 40 a 65 kg/ha; rese da 8 a 30 t/ha per le radici, da 18 a 36 t/ha per i frutti e tra 1,3 e 2,7 t/ha per i semi. |
| Pachyrhizus erosus (L.) Urb.                                   | jicama                          | Messico                                    | Pianta erbacea delle Fabaceae. Parti eduli: tubero. Parti epigee tossiche. Composizione di 100 gr di prodotto fresco: acqua: 82.4 - 87.8%, proteina: 1.5 - 2.4%, calorie: 38. Diffuso in varie regioni tropicali. Condizioni ottimali di coltura: temperature abbastanza elevate e precipitazioni da moderate a elevate, terreno argilloso sabbioso con buon drenaggio. Ciclo da cinque a otto mesi, riproduzione per seme, ma anche da radici germogliate. Rese da otto a venti t/ha. |
| Psophocarpus tetragonolobus (L.) DC.                           | fagiolo alato                   | Africa                                     | Pianta erbacea perenne delle Fabaceae. Parti eduli: tuberi, foglie, fiori, semi. Composizione di 100 gr di prodotto fresco: acqua: 52 - 68%, proteina: 12 - 15%. Diffusa tra 20°N e 15°S latitudine. in Asia, India meridionale, Burma, Malaysia, Nuova Guinea, Indonesia, Filippine, Cina e Thailandia, fino a 2.000 m di altitudine. Resistente alle alte temperature, prospera con precipitazioni annuali da 1,500 mm a 2.500 mm, suoli permeabili. Ciclo da quattro a otto mesi, rese medie da 2,5 a 6,0 t/ha. |
| Pueraria montana (Lour.) Merr.                                 | kudzu                           | Sud-est asiatico                           | Pianta erbacea perenne delle Fabacee. Parti eduli: tuberi. Utilizzata in medicina, utile per la conservazione dei suoli. Composizione di 100 gr di prodotto fresco: acqua: 68,6%, proteina: 2,1%. Diffusa in Asia sud orientale e Oceania, dal livello del mare a 1.200 m su suoli sabbioso-limosi con pH tra 5,0 e 8,0. Propagata per frammenti di tubero, rese medie da cinque a sette t/ha. |
| Sphenostylis stenocarpa (Hochst. ex A.Rich.) Harms             | stenocarpa                      | Etiopia                                    | Pianta erbacea perenne delle Fabaceae. Parti eduli: tubero e semi. Utilizzata in medicina, ornamentale. Composizione di 100 gr di prodotto fresco: acqua: 64,8%, proteina: 3,8%, calorie: 129. Diffusa in Africa, fino a 1.800 m di altitudine. Condizioni ottimali di coltura: precipitazioni annuali di almeno 1.000 mm e suoli permeabili. Ciclo da cinque a dieci mesi, propagata per semi e tuberi, rese medie da 1,5 3,0 t/ha. |
| Icacina oliviformis (Poir.) J.Raynal                           |                                 | Africa centrale                            | Pianta arbustiva perenne delle Icacinaceae. Parti eduli: tubero. Utilizzata in medicina. Composizione di 100 gr di prodotto fresco: acqua: 11,7%, proteina: 10,3%. Diffusa nelle aree di savana in Senegal, Gambia, Ghana, Guinea. Condizioni ottimali di coltura: precipitazioni annuali da 800 mm a 1.000 mm e suoli leggeri, sabbiosi. Propagata per frammenti di tubero, rese medie da due a tre t/ha. |
| Coleus rotundifolius (Poir.) A.Chev. & Perrot                  | coleo                           | Africa tropicale                           | Pianta arbustiva annuale delle Lamiaceae. Parti eduli: tubero. Utilizzata in medicina. Composizione di 100 gr di prodotto fresco: acqua: 75%, proteina: 1.4%. Coltivato in Africa Occidentale, India, Sri Lanka, Malaysia, Indonesia. Condizioni ottimali di coltura: precipitazioni uniformemente distribuite, basse temperature notturne e terreni sabbiosi ben drenati. Ciclo da cinque a otto mesi. Propagato per polloni ottenuti da tuberi germinati, 50.000 piante/ha. Relativamente esente da parassiti e malattie. Rese da 7 a 15 t/ha. |
| Coleus maculosus (Lam.) A.J.Paton                              |                                 | Etiopia                                    | Pianta erbacea perenne delle Lamiaceae. eduli: tubero. Utilizzata in medicina. Composizione di 100 gr di prodotto fresco: acqua: 83 - 86%, proteina: 0,70% - 1,76%%, calorie: 69. Coltivato sugli altopiani etiopici. Ciclo da sei a otto mesi, moltiplicato per tuberi interi o frammentati. |
| Coleus esculentus (N.E.Br.) G.Taylor                           |                                 | Africa meridionale                         | Pianta erbacea perenne delle Lamiaceae. Parti eduli: tubero, foglie. Utilizzata in medicina. Composizione di 100 gr di prodotto fresco: acqua: 78%, proteina: 1,9%, calorie: 74. Coltivato nell’Africa tropicale. Condizioni ottimali di coltura: temperature tra 15 e 28 °C, precipitazioni annue tra 700 e 1.100 mm e suoli con pH tra 6.5 e 7. Ciclo di sei – sette mesi, propagato per tuberi e bulbilli, rese da due a sei t/ha. |
| Goeppertia allouia (Aubl.) Borchs. & S.Suárez                  | leren                           | America meridionale                        | Pianta erbacea perenne delle Marantaceae. Parti eduli: tuberi. Utilizzata in medicina. Composizione di 100 gr di prodotto fresco: acqua: 75,7%, proteina: 1,5%. Diffusa in Madagascar, India, Sri Lanka, Malaysia, Indonesia e Filippine. Condizioni ottimali di coltura: precipitazioni annuali tra 1.500 mm e 2.000 mm e suoli leggeri. Ciclo da 9 a 12 mesi, semina all’inizio della stagione delle piogge per frammenti di rizoma alla densità di 16.000 62.000 piante per ettaro, rese medie da 2 a 12 t/ha. |
| Maranta arundinacea L.                                         | maranta                         | Brasile e Venezuela                        | Pianta erbacea perenne delle Marantaceae. Parti eduli: rizoma. Utilizzata in medicina. Composizione di 100 gr di prodotto fresco: acqua: 67,4%, proteina: 1,7%, calorie: 125. Coltivata nelle Antille, in India, Sri Lanka e Indonesia. Condizioni ottimali di coltura: temperature tra 20 °C e 30 °C, precipitazioni annue tra 1.500 e 2.000 mm e terreni profondi, fertili, umidi e ben drenati con pH tra 5,5 e 6,5. Semina: da 3.000 a 3.500 frammenti di rizomi, raccolta dopo dieci mesi, rese medie da 7 a 13 t/ha, fino a 30 t/ha. |
| Ensete ventricosum (Welw.) Cheesman                            | ensete, falso banano            | Etiopia                                    | Pianta erbacea perenne delle Musacee. Parti eduli: tutta la pianta eccetto la radice. Utilizzata in medicina e come ornamentale. Composizione di 100 gr di prodotto fresco: acqua: da 48 a 51%, proteina 0,2%, da 171 a 225 calorie. Diffusa in Etiopia, fino a 2.450 m di altitudine. Condizioni ottimali di coltura: precipitazioni annuali da 1.100 a 1.500 mm, temperature medie tra 16 e 20 °C, suoli fertili e ben drenati, con pH tra 5,6 e 7,3. Ciclo da due a sette mesi, propagata per polloni, rese medie da 12 a 25t/ha. |
| Nelumbo nucifera Gaertn.                                       | fior di loto asiatico           | Sud-est asiatico e forse Africa            | Pianta erbacea acquatica perenne delle Nelumbonaceae. Parti eduli: rizoma, foglie. Utilizzata in medicina, anche ornamentale. Composizione di 100 gr di prodotto fresco: acqua: 76,3%, proteina: 1,95%, calorie: 79. Diffusa in Asia meridionale, Australia e paesi del Mediteeraneo orientale, fino a 1.800 m di quota. Coltivata in laghi, stagni e fiumi. Ciclo da sei a nove mesi, propagata per frammenti di rizomi, rese medie da 3,5 a 4,5 t/ha. |
| Mirabilis expansa (Ruiz & Pav.) Standl.                        | mauka                           | Ande                                       | Pianta erbacea delle Nyctaginaceae. Parti eduli: tutte. Composizione di 100 gr di prodotto fresco: proteina: 12,3%, calorie: 134. Coltivata nei difficili ambienti delle Ande, dove le temperature possono variare da zero a 27 - 30C°, durante la stagione di crescita. Propagazione vegetativa e per seme. |
| Arracacia xanthorrhiza Bancr.                                  | arracacha                       | Ande in Peru, Ecuador e Colombia           | Pianta erbacea delle Apiaceae. Parti eduli: tuberi, foglie. Utilizzata in medicina. Composizione di 100 gr di prodotto fresco: acqua: 71,9 – 73,0%, proteina: 0,8 - 1,1%. Diffuso nella zona andina, in Venezuela, parti del Brasile, Messico e parti di Africa, fino a 3.200 m di altitudine. Condizioni ottimali di coltura: precipitazioni annuali tra 600 mm e 1.000 mm, temperature medie da 15 a 20 °C, suoli profondi, fertili, permeabili con pH tra 5,0 e 5,5. Ciclo da quattro a otto mesi, propagata per frammenti di tubero, rese medie da 3 a 18 t/ha.                                                                                 |
| Pastinaca sativa L.                                            | pastinaca                       | Eurasia                                    | Pianta erbacea biennale delle Apiaceae. Parti eduli: radici e foglie. Composizione di 100 gr di prodotto fresco: acqua: 79,5%, proteina: 1,2%, calorie: 75. Specie subcosmopolita presente, con tre sottospecie, in Italia. Cresce nei prati, su suoli limoso-argillosi da basici a subacidi, freschi e ricchi in composti azotati, dal livello del mare alla fascia montana inferiore. Semina tra febbraio e giugno e raccolta da luglio a ottobre, rese da 35 a 50 t/ha. |
| Oxalis tuberosa Molina                                         | ossalide tuberosa Sinonimo: oca | Ande                                       | Pianta erbacea perenne delle Oxalidaceae. Parti eduli: tubero, foglie e giovani germogli. Composizione di 100 gr di prodotto fresco: proteina: 1,1%, calorie: 73,5. Coltivata nella zona andina dell’America meridionale, ad un'altitudine tra 3.000 e 3.900 m, tollera clima difficile e suoli relativamente poveri. Ciclo da sei a otto mesi, si propaga per tubero intero, vulnerabile ai virus, rese fino a 20 t/ha, tuberi ben conservabili. |
| Tacca leontopetaloides (L.) Kuntze                             | tacca                           | Sud-est asiatico                           | Pianta erbacea annuale delle Dioscoreaceae. Parti eduli: tuberi. Composizione di 100 gr di prodotto fresco: acqua: 60,6%, proteina: 5,1%. Diffusa lungo le coste dell’Asia tropicale e in Polinesia su suoli leggeri, ombreggiati. Ciclo fino a dieci mesi, propagata per frammenti di rizoma. |
| Tropaeolum tuberosum Ruiz & Pav.                               | mashua                          | Ande                                       | Pianta erbacea rampicante perenne delle Tropaeolaceae. Parti eduli: tubero e parti verdi. Utilizzata in medicina, anche ornamentale. Composizione di 100 gr di prodotto fresco: proteina: 2,2%, calorie: 68,5. Coltivata nella zona andina, ad un'altitudine tra 3.000 e 3.700 m con temperatura media annua di 11 °C, cresce anche in suoli acidi e relativamente poveri, resistente ai parassiti. Ciclo almeno di due a tre mesi, propagazione per tubero, in primavera. Rese di 30 t/ha e oltre. |
| Curcuma angustifolia Roxb.                                     | -                               | India                                      | Pianta erbacea perenne delle Zingiberaceae. Parti eduli: rizomi. Utilizzata in medicina. Diffusa in India, in aree con temperature medie non superiori a 1 °C e suoli ombreggiati, umidi, sabbiosi, ghiaiosi o limosi. |
| Curcuma zedoaria (Christm.) Roscoe                             | zedoaria                        | India                                      | Pianta erbacea perenne delle Zingiberaceae. Parti eduli: rizomi. Utilizzata in medicina. Diffusa in India, Cina, Sri Lanka, Indonesia, Filippine, Sud-est asiatico, fino a 1.000 m di altitudine. Condizioni ottimali di coltura: clima caldo, umido con precipitazioni annuali tra 900 mm e 1.250 mm e suoli permeabili. Ciclo di dieci mesi, propagata per frammenti di rizoma, rese medie da 7,5 a 12 t/ha. |